# آلیس در شهرها
آلیس در شهرها (به آلمانی: Alice in den Städten) عنوان فیلمی درام جاده‌ای به کارگردانی ویم وندرس محصول سال ۱۹۷۴ است. این فیلم اولین بخش از «سه‌گانه جاده» است که پس از آن فیلم‌های حرکت اشتباه (۱۹۷۵) و سلاطین جاده (۱۹۷۶) ساخته شدند. فیلمبرداری توسط رابی مولر و به سیاه‌سفید انجام شد که در آن صحنه‌های طولانی بدون گفتگو وجود داشت. آلیس در شهرها، المان‌هایی را درخود به نمایش می‌گذاشت که بعدها در دیگر فیلم وندرس، پاریس، تگزاس، تکرار شدند.

## داستان
فیلیپ وینتر، نویسنده اهل آلمان غربی، ضرب‌الاجل ناشر خود برای نوشتن مقاله‌ای درمورد آمریکا را از دست داده. در حین تلاش برای خریدن بلیط هواپیما از نیویورک به آلمان غربی او با زنی آلمانی به نام لیسا و دخترش آشنا می‌شود که آنها هم سعی دارند به خانه برگردند. پس از اینکه لیسا دخترش را به فیلیپ می‌سپارد تا برای مدتی کوتاه پیش مردی که سابقا رابطه‌اش را با او تمام کرده برود، دیگر از او خبری نمی‌شود. فیلیپ و آلیس به این گمان که لیسا را در آمستردام دیدار خواهند کرد، به آنجا پرواز می‌کنند ولی با این وجود لیسا به آمستردام نمی‌آید.
فیلیپ قصد سفر به آلمان شرقی را دارد و آلیس هم نمی‌خواهد در آمستردام بماند، به همین دلیل هردو به امید اینکه مادربزرگ آلیس را پیدا کنند به آلمان می‌روند. آلیس نام و آدرس مادربزرگش را به یاد نمی‌آورد و تنها می‌داند که خانه او در ووپرتال است. تنها نشانی که آنها دارند عکسی از نمای خانه مادربزرگ است که نه پلاکی در آن دیده می‌شود و نه آدمی. بعد از جستجو در ووپرتال آلیس اعتراف می‌کند که مادربزرگش در آنجا زندگی نمی‌کند و او تنها می‌خواسته مدت بیشتری در آمستردام بمانند. فیلیپ که عصبانی شده، آلیس را به پلیس تحویل می‌دهد اما آلیس از دست پلیس می‌گریزد و با سرنخ‌های بیشتری که نشان می‌دهد مادربزرگ در رور است پیش فیلیپ برمی‌گردد. میان آلیس و فیلیپ در حین سفر در روور پیوندی برقرار می‌شود و جستجوی آنها در حالی به پایان می‌رسد که پلیس آنها را می‌بیند و به مادر آلیس خبر پیدا شدنش را می‌دهد.

## بازیگران
- رودیگر فوگلر در نقش فیلیپ وینتر
- یللا روتلاندر  در نقش آلیس
- لیزا کرویتزر در نقش لیسا
- لوئیس موران در نقش کارمند فرودگاه
- زیبیله بایر در نقش زن
- چاک بری در نقش خودش
- ویم وندرس  در نقش مرد کنار دستگاه جوک‌باکس

## تولید
بر اساس گفته‌های وندرس، آلیس در شهر‌ها در حین تحولات بزرگی که در فکر وندرس رخ داده بود و او را بین دو راهی ادامه فیلم‌سازی و پایان آن قرار داده بود، ساخته شد. او احساس می‌کرد که دو فیلم اولش به شدت وامدار تاثیراتی بود که از جان کاساوتیس و آلفرد هیچکاک گرفته بود و فیلم سومش هم اقتباسی بد از رمان داغ ننگ بود. آلیس در شهرها تلاشی آگاهانه برای ساخت فیلمی بود که تنها خودش بتواند آن را بسازد.
داستان دختری جوان و یک نویسنده که با هم همراه شده بودند الهام‌گرفته از زندگی همکار وندرس یعنی پیتر هانکه بود که تجربه‌ای مشابه به عنوان پدری تنها داشت.  تاثیر رمان هانکه به نام نامه‌های کوتاه، خداحافظی‌های طولانی (۱۹۷۲) که در آن هم دو آلمانی‌زبان در آمریکا سفر می‌کردند را نیز می‌توان در نما‌های کوتاهی که وندرس از فیلم آقای لینکلن جوان به کارگردانی جان فورد، در فیلم گنجانده بود و خود آن فیلم هم به شدت به رمان هانکه اشاره داشت، دید. این فیلم را می‌توان پاسخی به رمان هانکه دانست.
هنگام تهیه فیلم آلیس در شهرها، یکی از دوستان وندرس او را برای تماشای آخرین فیلم پیتر باگدانوویچ به نام ماه کاغذی به سینما برد. دیدن این فیلم باعث وحشت وندرس شد چرا که شباهت زیادی به فیلمی که در حال ساختش بود داشت، و باعث شد که وندرس سریعا به دفتر تهیه فیلم زنگ بزند و بگوید که فرایند ساخت باید متوقف شود. او معتقد بود که فیلمی که آنها در حال ساختش بودند پیش‌تر ساخته شده است. کمی بعد وندرس نزد ساموئل فولر که او را پس از ملاقاتی در آلمان دعوت کرده بود رفت. وندرس به فولر گفت که همین اواخر ساخت فیلم را متوقف کرده و فولر که فهمیده بود وندرس پول لازم برای ساخت فیلم را تهیه کرده است، به او گوشزد کرد که تصمیم او اشتباه بوده است. بعد از چندین ساعت بحث در این مورد، وندرس قانع شد که می‌تواند همچنان ساخت فیلم را ادامه دهد هرچند که فیلمنامه نیاز به تغییرات اساسی داشت تا آلیس در شهرها نسبت به ماه کاغذی اثری متفاوت شود. او سپس به دفتر تولید زنگ زد و آنها را از ادامه پروژه با خبر کرد.
وندرس و رابی مولر امیدوار بودند که فیلم را ۳۵ میلی‌متری و با دوربین آری بی‌ال که به تازگی به بازار آمده بود فیلمبرداری کنند. با این وجود پیدا کردن دوربین کاری سخت بود. آنها همچنین به خاطر بودجه محدودی که داشتند در نهایت گزینه‌ای غیر از فیلمبرداری ۱۶ میلی‌متری پیش خود نمی‌دیدند. آنها فیلم را با قطع ۱.۶۶:۱ و تمام صفحه که قطع معمول فیلم‌های اروپایی در آن زمان بود فیلم‌برداری کردند. طبق گفته‌های وندرس و مولر این قطع مورد نظر آنها بود اما به خاطر پخش تلویزیونی آنها می‌بایست همچنین قطع ۴:۳ تمام نما را نیز تهیه می‌کردند که برای آن آمادگی لازم را نداشتند. این قضیه در سالیان بعدی موجب مشکلاتی شد که در سال ۲۰۱۴ و بازیابی و اصلاح ساختاری فیلم پا بر جا بود.
زمان‌بندی فیلم‌برداری به آن چه که در فیلم می‌گذشت نزدیک بود به این معنی که آنها ابتدا در کارولینای شمالی، سپس نیویورک و پس از آن آمستردام فیلم‌برداری کردند و در نهایت کار در آلمان خاتمه پیدا کرد. تمام فیلم‌برداری در تابستان سال ۱۹۷۳ به انجام رسید. همچنان که فیلم‌برداری انجام می‌شد گروه تهیه فیلم اعتماد به نفس بیشتری برای بداهه‌پردازی در فیلم به دست می‌آوردند. بعضی قسمت‌ها مانند برخی صحنه‌های هتل و تقریبا تمام صحنه‌های درون خودرو از فیلم‌نامه تبعیت می‌کردند اما انتهای فیلم طبق گفته وندرس، آنها تقریبا فیلم‌نامه را کنار گذاشته بودند.
زمانی که وندرس می‌خواست صحنه‌هایی از چاک بری را در فیلم بگنجاند با مشکل حق‌پخش مواجه شد. این صحنه‌ها خصوصا از این نظر که بری در حال اجرای آهنگ معروفش به نام «ممفیس، تنسی» بود که خواننده در تلاش برای بازیافتن رابطه‌اش با دخترش بود، اهمیت بیشتری پیدا کرد. طبق گفته وندرس، این آهنگ یکی دیگر از الهام‌های فیلم بود، اما گروه بری خواهان پول برای این صحنه‌ها بودند که از عهده تیم تهیه وندرس بر نمی‌آمد. به جای آن وندرس نزد دی.ای. پنی‌بیکر رفت که صحنه‌های از بری در حال اجرا داشت. این راه حل به مراتب ساده‌تر از گرفتن تصویر از خود بری بود چرا که قیمت آن به مراتب پایین‌تر از پیشنهاد وکلای بری بود.

## موسیقی
موسیقی متن فیلم توسط گروه آلمانی کن نوشته شد. هنگامی که درباره تجربه ساخت این موسیقی از آنها سؤال شد، ارمین اشمیت گفت که آنها پیش از ساخت موسیقی نتوانستند فیلم را ببینند و به جای آن آنها رویکردی همراه با همکاری با وندرس را در پیش گرفتند که خود نیز زمان زیادی برای این کار نداشت. در پایان، موسیقی فیلم در یک روز نوشته شد.

## بازخورد
در سال ۱۹۷۴، نورا سایر و لورنس ون ژلدر، خبرنگاران نیویورک‌تایمز، آلیس در شهرها را «فیلمی با انبوهی از گفته‌ها درباره آمریکای و اروپا، درباره فرسایش رویاها و جهانی شدن کشورها، درباره ریشه و آگاهی از زمان، درباره سترونی و زایش، درباره ماجراجویی نیابتی و حقیقی، و درنهایت درباره امکانات آینده» توصیف کردند. آلیس در شهرها همچنین برنده جایزه منتقدین آلمان نیز شد.
در سال ۱۹۸۸ جاناتان روزنبام، آلیس در شهرها را به عنوان یکی از قوی‌ترین کارهای وندرس مورد ستایش قرار داد و آن را آمیزه‌ای پرقدرت از المان‌های اروپایی و آمریکایی خواند و آن را دارای «نماهای تاثیر‌گزار از مناظر آمریکا و آلمان و حاوی فیلمبرداری پیچیده» خواند. در سال ۲۰۰۸ فیلیپ فرنچ، خبرنگار آبزرور، بازی روتلاندر در نقش آلیس را فراموش‌ناشدنی خواند. او در ادامه نوشت که ساخت چنین فیلمی در دنیای امروز امکان‌پذیر نبوده، اول به دلیل وجود گوشی همراه در دنیای امروز و دوم به خاطر و ترس وسواس‌گونه مردم امروز از بچه‌بازی (پدوفلیا) که باعث می‌شود قسمتی از فیلم اینطور تعبیر شود.
در سال ۲۰۱۶، آلیسوم آندرس کارگردان آمریکایی، آلیس در شهرها را به عنوان یکی از فیلم‌های مورد علاقه خود که نقش چراغ راه برای او دارد معرفی کرد و نقش آلیس را به عنوان یکی از چندوجهی‌ترین شخصیت‌های کودک و یکی از قدرتمندترین شخصیت‌های زن تا به امروز خواند. ای. وی. کلاب آلیس را «یک کودک کوچک اصیل» خواند و فیلم‌برداری فیلم را نیز «وصف‌نشدنی» خواند.